# Édouard Navellier
Édouard Félicien Eugène Navellier, född den 26 mars 1865 i Paris, död den 30 augusti 1944 i Migennes, var en fransk skulptör. 
Navellier studerade till en början måleri, därefter skulptur, i främsta rummet djurskulptur. Han debuterade 1895 med gruppen Gammal hjort på spaning (i brons, 1896, i Luxembourgmuseet). Bland hans därpå följande arbeten märkas Elefant strider med krokodil (1897), Zebuoxe (1901, museet i Rouen), Elefant och pelikan (1902, Luxembourg), Bison (1904) samt  Gammal tjänare (en arbetshäst) och flera andra hästtyper. "Hans arbeten utmärkas för sin förträffliga karakterisering och för utsökt behandling af materialet" var omdömet Georg Nordensvan gav i Nordisk familjebok.